# Harry King Goode
Harry King Goode (ur. 22 października 1892 w Handsworth, zm. 21 sierpnia 1942 w Carnlough) – angielski as myśliwski z czasów I wojny światowej. Osiągnął 15 zwycięstw powietrznych. Należał do zaszczytnego grona Balloon Buster.

## Życiorys
Urodził się w Handsworth koło Birmingham. Po wybuchu wojny zaciągnął się do wojsk inżynieryjnych Royal Engineers i służył w plutonie motocyklowym. Razem z jednostką rozpoczął służbę liniową we Francji w lipcu 1915 roku. We Francji służył do lipca 1917 roku, kiedy to powrócił do Anglii.
Po powrocie został przeniesiony do Royal Flying Corps. Od września został skierowany do II Szkoły Lotnictwa Wojskowego (ang. 2 School of Military Aeronautics) w Oksfordzie. Po ukończeniu szkoły został skierowany do 5 Dywizjonu Szkolnego. Następnie, 6 stycznia 1918 roku, rozpoczął intensywne szkolenie w stacjonującym w Joyce Green 63 Dywizjonie szkolnym gdzie przeszedł naukę pilotażu na samolotach Sopwith Camel. Po ukończeniu tego stopnia szkolenia został skierowany w maju do II Szkoły Walki Powietrznej i Uzbrojenia (2 School of Aerial Fighting and Gunnery), po czym do jednostki liniowej, Dywizjonu 66 RAF operującego na froncie włoskim.
Pierwsze zwycięstwo powietrzne odniósł 25 czerwca nad samolotem Albatros C. Do końca wojny zestrzelił 8 samolotów i 7 balonów obserwacyjnych. We Włoszech przebywał do końca lutego 1919 roku, a następnie wraz z jednostką wrócił do Anglii. 21 kwietnia 1919 roku, gdy wykonywał akrobacje na samolocie Avro 504, jego samolot uległ wypadkowi. Goode odniósł jedynie niewielkie obrażenia, ale towarzyszący mu sierżant-obserwator T.W. Cockerill zginął. Po rozwiązaniu (25 listopada 1919 roku) Dywizjonu 66 Harry King Goode pozostał w RAF. Wielokrotnie przebywał w brytyjskich jednostkach lotniczych w Iniach, Egipcie, Iraku i Somalii jako instruktor.
Po powrocie do Wielkiej Brytanii służył w Dywizjonie 502 w Ulsterze, a 1 grudnia 1935 roku został mianowany, jako Squadron Leader, dowódcą Dywizjonu 35. W styczniu 1939 roku otrzymał Air Force Cross. W kwietniu 1941 roku został mianowany dowódcą 60 OUT w stopniu Group Captain. 15 grudnia 1941 roku odszedł z czynnej służby i rozpoczął pracę w specjalnej jednostce RAF badającej wypadki lotnicze (RAF Accident Branch).
21 sierpnia 1942 roku zginął w wypadku lotniczym w czasie podróży do Irlandii Północnej. Został pochowany na cmentarzu przykościelnym Tamlacht Finlagen, Church of Ireland, Ballykelly, Londonderry.

## Odznaczenia
- Distinguished Service Order
- Distinguished Flying Cross
- Air Force Cross